# جون إي. إريكسون
جون إي. إريكسون (بالإنجليزية: John Edward Erickson)‏ هو قاضي ومحامي وسياسي أمريكي، ولد في 14 مارس 1863 في ستوتون في الولايات المتحدة، وتوفي في 25 مايو 1946 في هيلينا في الولايات المتحدة. حزبياً، نشط في الحزب الديمقراطي. وقد انتخب حاكم مونتانا ‏ (4 يناير 1925 – 13 مارس 1933) وانتخب عضو مجلس الشيوخ الأمريكي.